# Oblast Transbaikal
De oblast Transbaikal (Russisch: Забайкальская область, Zabaijkaliskaja oblast) was een oblast van het keizerrijk Rusland. De oblast bestond van 1851 tot 1922 en ontstond  uit het gouvernement Irkoetsk. De oblast ging op in het gouvernement Transbaikal. Het grensde aan het gouvernement Irkoetsk. De hoofdstad was Tsjita.